# Здание цирка Чинизелли
Здание цирка Чинизелли — памятник архитектуры. Расположен в Центральном районе Санкт-Петербурга, современный адрес дома — набережная реки Фонтанки, 3.

## Предыстория
В 1845 году в Санкт-Петербург приехала цирковая труппа Алессандро Гверра, выступавшая в цирке напротив Большого театра. В 1846 году приехала труппа Жюля Лежара, для которой был построен деревянный цирк на площади Александринского театра. 11 мая 1847 года в ответ на успех представлений Дирекция императорских театров взяла конные представления в своё ведение; со временем цирк на площади Александрийского театра стал превращаться в театр, и конные представления перенесли в цирк Гинне на Манежной площади, который был построен в 1866—1871 годах Р. Б. Бернгардом и П. П. Мижуевым (ещё ранее, в 1849 году, здесь же стояло деревянное здание панорамы).
После смерти Карла Гинне в 1872 году главой труппы стал его зять, наездник и артист Г. Чинизелли. На месте первого стационарного цирка России, деревянного «театра-цирка у Симеоновского моста», было решено построить каменное здание; здание на Манежной площади было снесено.

## История

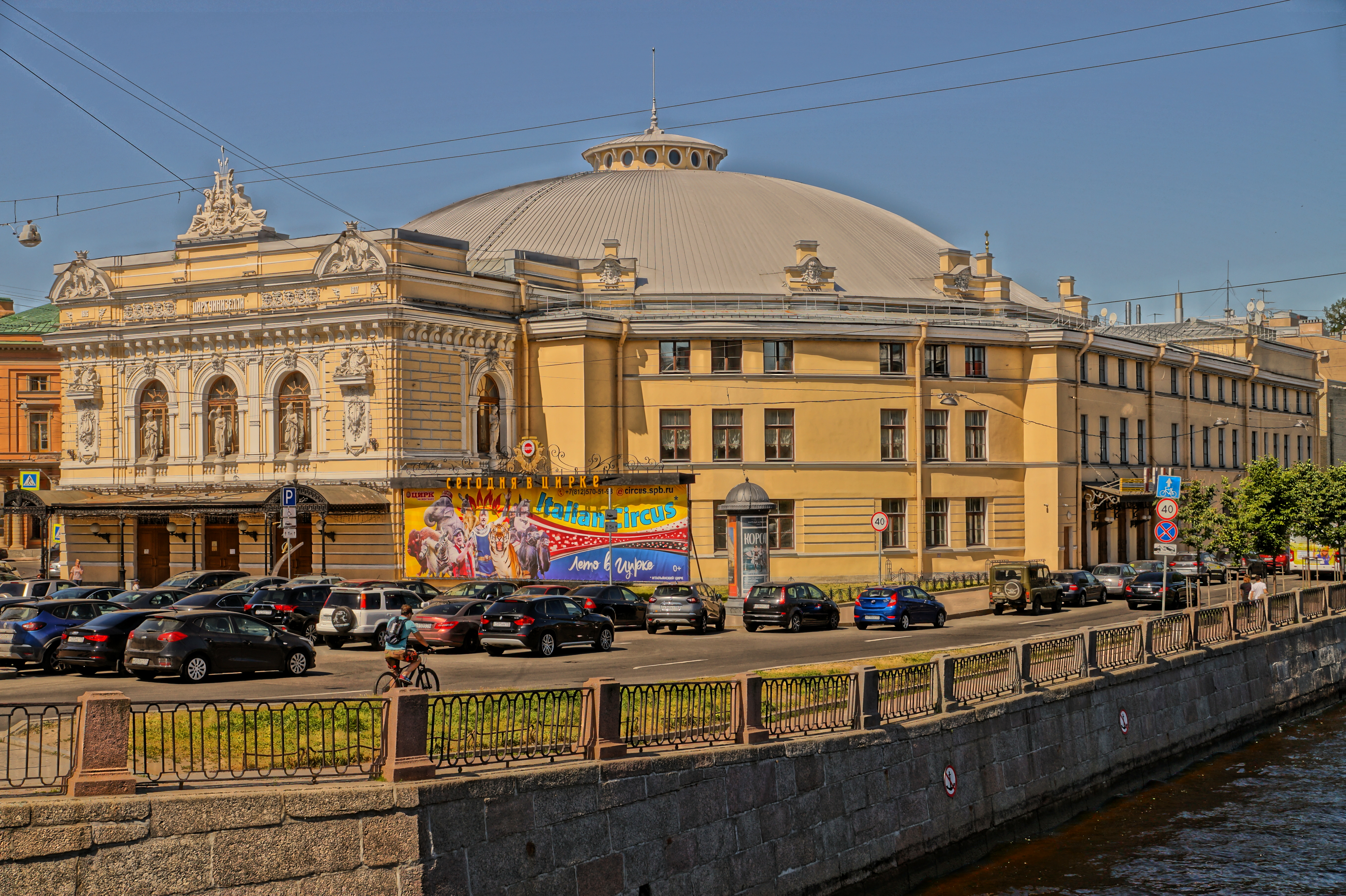
Вид на здание цирка со стороны Фонтанки

«Цирк Чинизелли» стоит на участке 50х80 метров на углу набережной Фонтанки и Инженерной улицы. Его построили в 1867—1877 годах по проекту В. А. Кенеля. Главный фасад обращён к площади перед мостом и замыкает перспективу Караванной улицы, воспринимаясь в комплексе с портиком Манежа (по другим оценкам, здание «не послужило украшением Санкт-Петербурга», внеся диссонанс в ансамбль Инженерного замка).
В композиционном и функциональном смыслах центром цирка выступает перекрытый пологим куполом амфитеатр. Купол — первый российский купол металлической ребристой конструкции — сделан по системе Шведлера, он состоит из решётчатых рёбер и кольцевых и диагональных связей, его пролёт — 48 метров (49,7, 47,5). Со стороны площади к амфитеатру примыкают вестибюль и фойе над ним, с противоположной стороны расположен служебный корпус. Входы на лестницы боковых фасадов выделены раскреповкой.
Изначально вокруг стен амфитеатра была одноэтажная пристройка, над входами главного фасада был навес, и вместе они воспринимались как пьедестал для расположенных на них статуй, выделяющихся на фоне окон фойе. Боковые ризалиты главного фасада были украшены барельефами, стены амфитеатра были расчленены пилонами.
Внешне здание было стилизовано с элементами стиля эпохи Возрождения и барокко. Стены были рустованы, сильно выделялся карниз, на главном фасаде были ионические пилястры, что отвечало стилю Возрождения; от барокко был обильный лепной декор, раскреповки, карнизы лучковых фронтонов, переходящие в волюты с картушами. В декоре интерьеров были использованы малиновый бархат, золото, зеркала, цирк вмещал до 5 000 зрителей.
С 1919 года здание периодически переделывалось. В 1964 году (1959—1962 годах) здание было реконструировано. Для увеличения площади одноэтажная пристройка вокруг него была надстроена, что обеднило пластику фасада и нарушило как композицию, так и объёмное сочетание между этим зданием и находящимися неподалёку павильонами Михайловского замка. Скульптурную группу, статуи и барельефы пилонов убрали, отделка зрительного зала также была упрощена.
Декор фасадов был восстановлен к сезону 2003—2004 годов. В 2013 году начал обсуждаться план замены купола и кресел зрительного зала, в том же году был объявлен конкурс на экспертизу, необходимую для постановки объекта на учёт как памятника архитектуры. В 2015 году начались работы по надстройке купола: новый купол стал выше прежнего на 2,6 метра, при этом изменение высоты обосновывалось проседанием конструкции, то есть декларировалось, что купол не повышают, а лишь восстанавливают его историческую высоту; однако это было оспорено экспертным сообществом, утверждавшим, что просевшая настолько конструкция просто рухнула бы. Также подъём купола обосновывался тем, что конструкция держит только собственный вес и плохо переносит снеговую, ветровую и технологическую нагрузку.